# 장도 (무술)

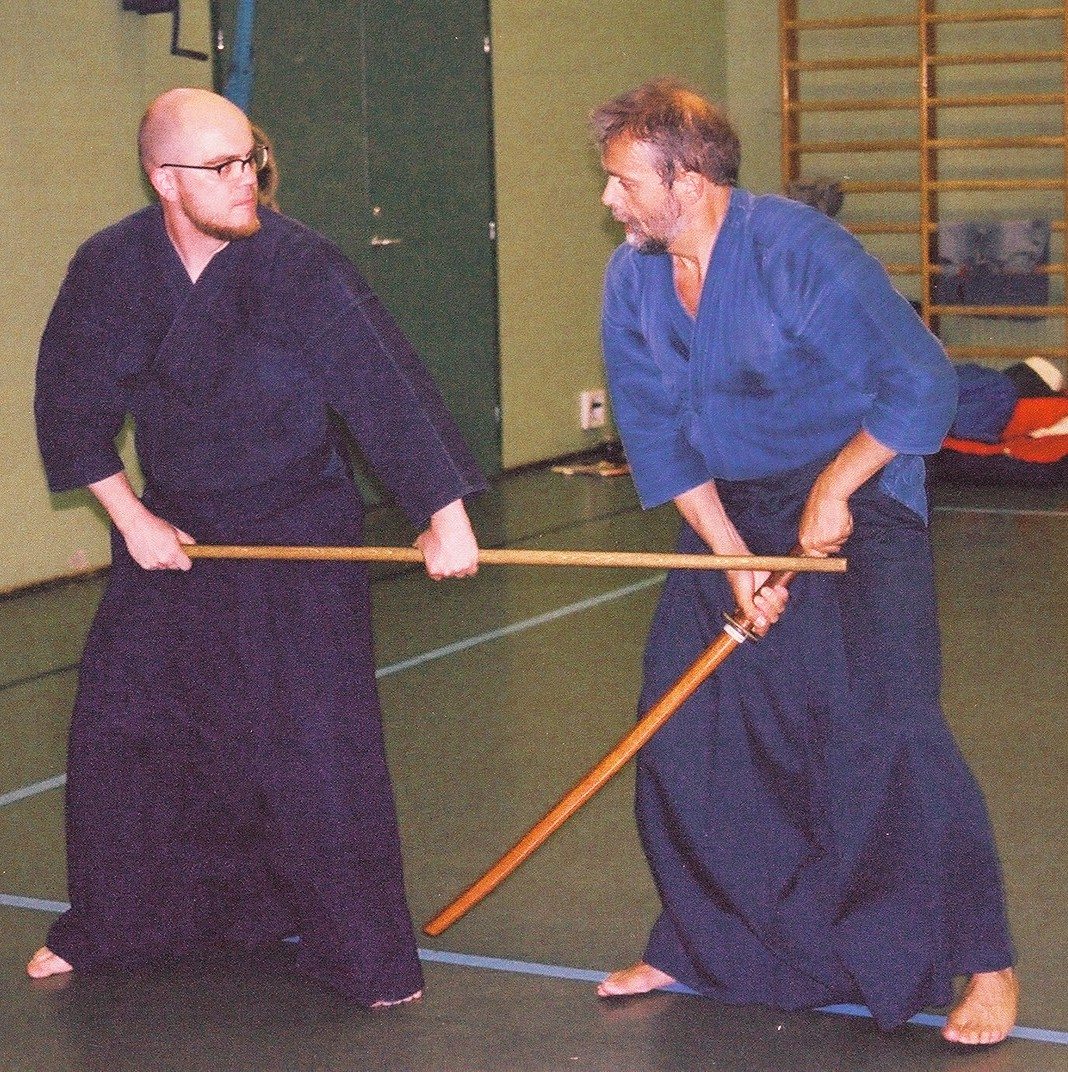
장도

장도(일본어: 杖道)는 0.9m에서 1.5m 정도 길이의 무기를 사용하는 무술이다.

## 같이 보기
- 국제 검도 연맹